# Matt Dallas
Matthew Joseph ”Matt” Dallas, född 21 oktober 1982 i Phoenix, Arizona, är en amerikansk skådespelare som är mest känd för sin roll i TV-serien Kyle XY.
Matt har varit med i musikvideon ”Goodbye my lover” av James Blunt med Mischa Barton. Dallas har också varit med i Katy Perrys musikvideo ”Thinking of You”.